# عظايا غوايبا
عظايا غوايبا (الاسم العلمي: †Guaibasauridae) هي فصيلة منقرضة من الديناصورات سحلية الورك البدائية عرفت من البقايا الأحفورية من تكوينات أواخر العصر الثلاثي في البرازيل والأرجنتين.